# Danayakanapura, Mandya
Danayakanapura là một làng thuộc tehsil Mandya, huyện Mandya, bang Karnataka, Ấn Độ.